# Grotella parvipuncta
Grotella parvipuncta är en fjärilsart som beskrevs av Barnes och Mcdunnough 1912. Grotella parvipuncta ingår i släktet Grotella och familjen nattflyn. Inga underarter finns listade i Catalogue of Life.